# US-amerikanische Badmintonmeisterschaft 1988
Die US-amerikanische Badmintonmeisterschaft 1988 fand im Frühjahr 1988 in Colorado Springs statt. Es war die 48. Auflage der nationalen Titelkämpfe im Badminton in den USA.

## Titelträger
| Disziplin    | Sieger                          |
| ------------ | ------------------------------- |
| Herreneinzel | Chris Jogis                     |
| Dameneinzel  | Joy Kitzmiller                  |
| Herrendoppel | Chris Jogis Benny Lee           |
| Damendoppel  | Linda French Linda Safarik-Tong |
| Mixed        | Chris Jogis Linda French        |